# Дель Торо, Исаак
Исаак Дель Торо Ромеро (исп. Isaac del Toro Romero; род. 27 ноября 2003, Энсенада, Нижняя Калифорния) — мексиканский профессиональный шоссейный велогонщик, выступающий с 2024 года за команду UAE Team Emirates. Первый в истории мексиканский велогонщик, выигравший этап и носивший розовую майку на Джиро д’Италия (2025), а также победитель Тур де л’Авенир (2023).

## Карьера

### 2023: Успехи среди молодёжи
В 2023 году 19-летний Дель Торо добился первых международных успехов в категории U23, выступая за сан-маринскую команду A.R. Monex. В её составе принял участие в Гран-при Присниц спа и Туре Сибиу. В июле стал третьим в генеральной классификации Джиро делла Валле-д’Аоста.
25 августа выиграл шестой этап Тура де л’Авенир на Коль де ла Лоз. В итоге стал первым мексиканцем, победившим в этой престижной молодёжной гонке, выиграв также все классификации: генеральную, горную, очковую и молодёжную.

### 2024: Прорыв в World Tour
В январе 2024 года дебютировал в UCI World Tour, заняв третье место на People's Choice Classic. 17 января выиграл второй этап Тура Даун Андер, став самым молодым победителем этапа в истории этой гонки. По итогам гонки занял третье место в генеральной классификации и выиграл молодёжную классификацию.
В апреле одержал первую победу в многодневной гонке, выиграв Вуэльту Астурии с победой на одном из этапов.
В августе-сентябре дебютировал на Вуэльте Испании, где занял 36-е место в генеральной классификации и был признан бойцовским гонщиком на 19-м этапе.

### 2025: Успех на Джиро д’Италия
В 2025 году добился главного успеха в карьере на Джиро д’Италия:
- 18 мая стал первым мексиканцем, надевшим розовую майку лидера после 9-го этапа[8]
- Выиграл 17-й этап[9]
- Удерживал лидерство 9 дней — рекорд для гонщиков младше 22 лет
- Занял второе место в генеральной классификации, уступив только Саймону Йейтсу
- Выиграл молодёжную классификацию

## Достижения
2023
Тур де л’Авенир
генеральной классификации
6-й этап
2024
Тур Даун Андер
3-й в генеральной классификации
один этап
Вуэльта Астурии
генеральной классификации
один этап
2025
Джиро д’Италия
2-й в генеральной классификации
молодёжная классификация
17-й этап
Милан — Турин
Тур Австрии
генеральной классификации
три этапа

## Рейтинги
| Год                  | 2023  | 2024 |
| -------------------- | ----- | ---- |
| Мировой рейтинг UCI  | 350-й | 57-й |
| Американский тур UCI | 33-й  | 6-й  |
|                      |       |      |
| Источник: UCI        |       |      |